# Tomáš Král
Tomás Král (Mladá Boleslav, 26 ottobre 2004) è un calciatore ceco, difensore del Mladá Boleslav.

## Carriera

### Club
Král è cresciuto nel settore giovanile dello Mladá Boleslav. Ha debuttato il 10 febbraio 2024 nell'incontro di 1. liga pareggiato 1-1 contro il Viktoria Plzeň, nel quale ha causato uno sfortunato autogol per il momentaneo vantaggio per i padroni di casa. Nella stagione 2024-2025 esordisce nelle competizioni UEFA per club, partecipando alla fase finale della Conference League.

### Nazionale
Ha giocato con la nazionale ceca Under-20.

## Statistiche

### Presenze e reti nei club
Statistiche aggiornate al 10 dicembre 2024.
| Stagione                | Squadra                 | Campionato              | Campionato | Campionato | Coppe nazionali | Coppe nazionali | Coppe nazionali | Coppe continentali | Coppe continentali | Coppe continentali | Altre coppe | Altre coppe | Altre coppe | Totale | Totale |
| Stagione                | Squadra                 | Comp                    | Pres       | Reti       | Comp            | Pres            | Reti            | Comp               | Pres               | Reti               | Comp        | Pres        | Reti        | Pres   | Reti   |
| ----------------------- | ----------------------- | ----------------------- | ---------- | ---------- | --------------- | --------------- | --------------- | ------------------ | ------------------ | ------------------ | ----------- | ----------- | ----------- | ------ | ------ |
| 2021-2022               | Mladá Boleslav B        | CFL                     | 1          | 0          | -               | -               | -               | -                  | -                  | -                  | -           | -           | -           | 1      | 0      |
| 2022-2023               | Mladá Boleslav B        | CFL                     | 9          | 2          | -               | -               | -               | -                  | -                  | -                  | -           | -           | -           | 9      | 2      |
| 2023-2024               | Mladá Boleslav B        | CFL                     | 13         | 0          | -               | -               | -               | -                  | -                  | -                  | -           | -           | -           | 13     | 0      |
| Totale Mladá Boleslav B | Totale Mladá Boleslav B | Totale Mladá Boleslav B | 23         | 2          |                 | -               | -               |                    | -                  | -                  |             | -           | -           | 23     | 2      |
| 2023-2024               | Mladá Boleslav          | 1L                      | 15         | 0          | CRC             | 0               | 0               | -                  | -                  | -                  | -           | -           | -           | 15     | 0      |
| 2024-2025               | Mladá Boleslav          | 1L                      | 13         | 0          | CRC             | 1               | 0               | UECL               | 10                 | 0                  | -           | -           | -           | 24     | 0      |
| Totale Mladá Boleslav   | Totale Mladá Boleslav   | Totale Mladá Boleslav   | 28         | 0          |                 | 1               | 0               |                    | 10                 | 0                  |             | -           | -           | 39     | 0      |
| Totale carriera         | Totale carriera         | Totale carriera         | 51         | 2          |                 | 1               | 0               |                    | 10                 | 0                  |             | -           | -           | 62     | 2      |